# Zielone Górki
Zielone Górki est une localité polonaise de la gmina de Starcza, située dans le powiat de Częstochowa en voïvodie de Silésie.